# Geraldia paramonovi
Geraldia paramonovi là một loài ruồi trong họ Tachinidae.